# 松尾寺 (舞鶴市)
松尾寺（まつのおでら）は、京都府舞鶴市松尾にある真言宗醍醐派の寺院。山号は青葉山。本尊は馬頭観音菩薩。西国三十三所第29番札所。舞鶴市と福井県大飯郡高浜町との境にある「若狭富士」と呼称されている青葉山（標高693メートル）の南山腹の標高250メートル辺りに位置する。毎年5月8日に行われる仏舞は一月遅れの灌仏会、舞儀音楽法要として奉納される。
本尊真言：おん あみりと どはんば うん はった そわか
ご詠歌：そのかみは幾世経（いくよへ）ぬらん便りをば 千歳（ちとせ）もここに松の尾の寺

## 歴史
寺伝によれば、唐から渡来した威光上人が慶雲年間（704年 - 708年）に双耳峰の青葉山を見て唐の霊験ある馬耳山を起想して登山した。そこで大樹の下に馬頭観音を感得すると、和銅元年（708年）にこの地に草庵を結んで馬頭観音像を安置したという。これが当寺のはじまりであるとされている。
元永2年（1119年）には鳥羽天皇が行幸し寺領4千石を給った。その後、寺坊は65を数えて繁栄している。
その後、度重なる火災にあったが、その都度細川幽斎や京極氏によって復興された。現代の本堂は牧野英成により享保15年（1730年）に修築されたものである。

## 本尊
本尊馬頭観音坐像は西国三十三所唯一の馬頭観音で秘仏である。西国巡礼の中興の祖とされる花山法皇の一千年忌を記念し、2008年（平成20年）から2010年（平成22年）にかけて西国三十三所の全札所寺院において「結縁開帳」が行われた。松尾寺本尊の「結縁開帳」は2008年（平成20年）10月1日から2009年（平成21年）10月23日まで行われたが、これは前回の開帳1931年（昭和6年）以来、77年ぶりのことであった。

## 境内

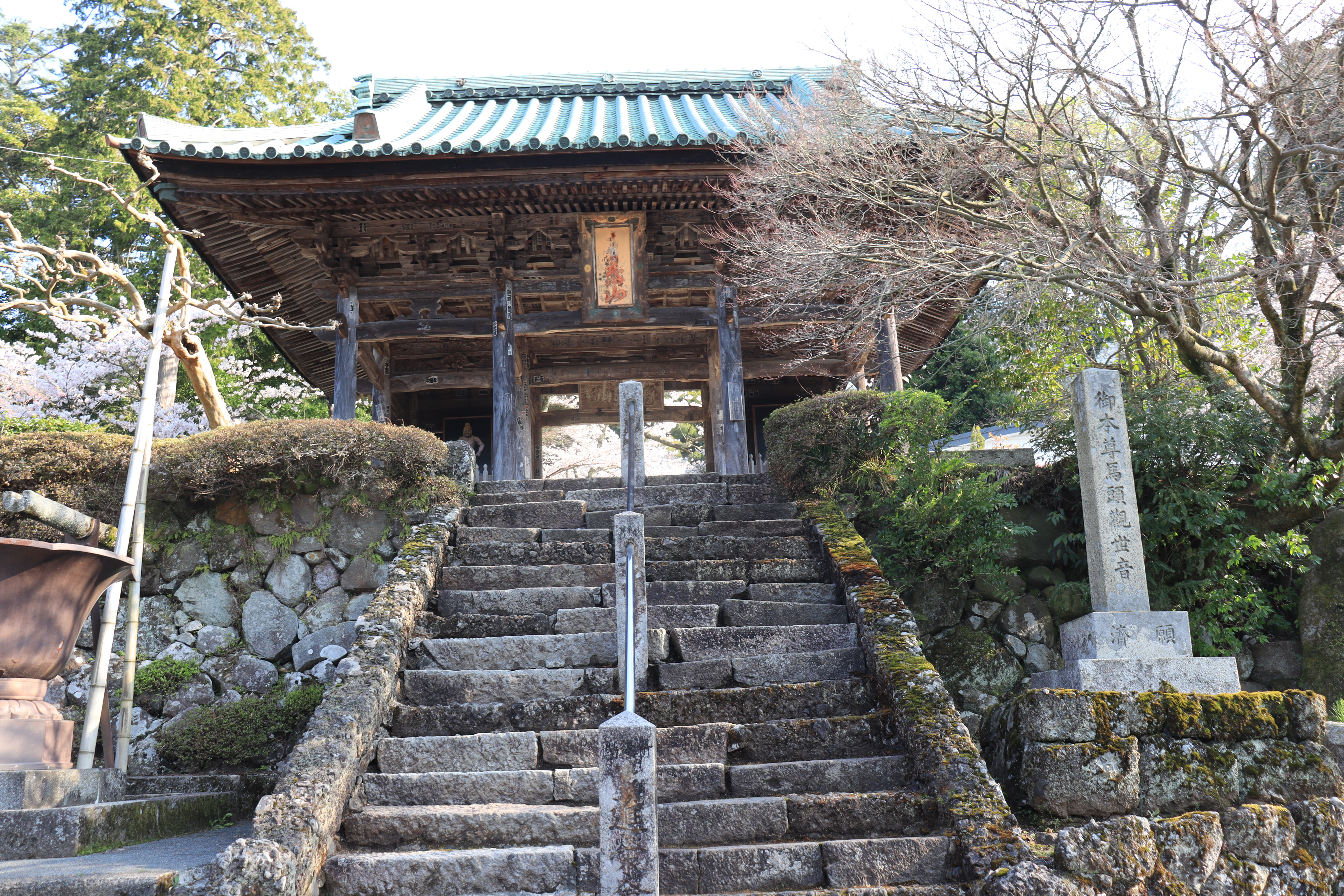
仁王門

- 本堂（京都府指定有形文化財） - 江戸時代再建。牧野英成により享保15年（1730年）に修築されている[1]。
- 大師堂 - 渡り廊下で本堂と繋がっている。
- 六所神社
- 経蔵（京都府指定有形文化財） - 江戸時代再建。
- 地蔵堂
- 鐘楼
- 鳥羽天皇お手植えの銀杏（舞鶴市指定天然記念物） - 元永2年（1119年）に鳥羽天皇が植えたという。
- 庫裏
- 方丈
- 庭園（舞鶴市指定名勝）
- 勅使門
- 宝物殿
- 仁王門（京都府指定有形文化財） - 江戸時代再建。

## 文化財

### 国宝

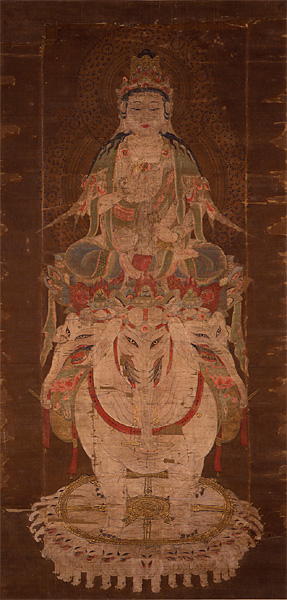
絹本著色普賢延命像（国宝）

- 絹本著色普賢延命像 - 12世紀作、美福門院の持念仏と伝えられる[1]。

### 重要文化財
- 木造阿弥陀如来坐像 - 快慶作、鎌倉時代。
- 絹本著色孔雀明王像 - 鎌倉時代。
- 絹本著色法華曼荼羅図 - 鎌倉時代。
- 絹本著色如意輪観音像 - 徳治二年（1307年）一山一寧賛。
- 絹本著色終南山曼荼羅図 - 鎌倉時代。

### 重要無形民俗文化財
- 松尾寺の仏舞  - 松尾寺仏舞保存会。

### 京都府指定有形文化財
- 本堂
- 経蔵
- 仁王門
- 絹本著色阿弥陀三尊像 - 高麗時代。
- 松尾寺再興啓白文 - 鎌倉時代。
  - 附：西国三十三所巡礼縁起 - 室町時代。

### 舞鶴市指定有形文化財
- 地蔵菩薩坐像 - 鎌倉時代。
- 金剛力士像二体
- 絹本著色愛染明王像 - 鎌倉時代。
- 松尾寺伽藍落慶式古図 1幅 - 室町時代。

### 舞鶴市指定名勝
- 松尾寺庭園

### 舞鶴市指定天然記念物
- 銀杏 - 伝・鳥羽天皇御手植。
- 青葉山のオオキンレイカ

## 前後の札所
西国三十三所
28 成相寺　-　29 松尾寺-　30 宝厳寺
神仏霊場巡拝の道
131 籠神社　-　132 松尾寺　-　133 多賀大社

## 所在地
- 京都府舞鶴市松尾532

## アクセス
電車
- JR小浜線 松尾寺駅より「近畿自然歩道」の看板に従って進む、徒歩約40分。

自動車
- 国道27号の松尾寺口 交差点から府道564号（松尾吉坂線）に入り約10分。